# Klek (hegység)
A Klek egy hegység Horvátországban, Gorski kotar déli részén. A Dinári-hegység, azon belül pedig a Nagy-Kapela része. Ez az egyik legvonzóbb és legnépszerűbb hegyi úti cél Horvátországban. 3-4 km hosszú meredek oldalú hegygerinc, amelynek tetején egy 200 méter magas sziklás fej van. A néphit szerint a Klek teteje a boszorkányok gyülekezőhelye a viharos éjszakákon, így a Klek Ogulin egyfajta szimbólumává vált.

## Fekvése
A Klek kiemelkedő gerincként áll a Nagy-Kapela keleti végén, lejtői az Ogulin-mező és a Dobra-völgy felé ereszkednek le. Az északi végén szinte észrevétlenül a Gomirska kosába megy át, míg délen a Klečka draga, a Soviljica és a Stožac felé egyértelműbben elhatárolható. 

## Neve
A Klek név eredete nem teljesen egyértelmű. Horvátországban és a szomszédos országokban gyakori névként jelenik meg. Valószínűleg szláv mitológiai eredetű, de származhat a klecati (rogyadozik) igéből, vagy klekovina (havasi törpefenyő) növénynévből is. Klek nevű hegynevek vannak Platakon, a Dinarán, Paklenicán, Kompolje közelében, Boszniában, Zelengorán, Zavidovići és Vrnograč közelében. A Klek nevű hegyek közül a legmagasabb a karintiai Grossglockner (szlovénul: Veliki Klek).

## Éghajlata
Éghajlata hegyvidéki, bőséges csapadékmennyiséggel, ami elősegíti a Klečka draga vagy a Perasova árokban összegyűlő források és záporpatakok kialakulását.

## Leírása
A Kleket a harmadkori orogenezis emelte. Karbonátos üledékekből, azaz jurakori mészkövekből és dolomitokból, valamint felső rétegeiben krétakori mészkövekből épül fel.
Csúcsai impozánsak, meredekek és sziklásak, a két legfontosabb pedig a Klečice (vagy Mali Klek, 1058 m) és a Veliki Klek (vagy csak Klek, 1182 m) mintegy 200 méteres függőleges déli sziklájával.
A masszívumon több barlangtani objektum található: a Horvatova- vagy Klečka-barlang, a Polupećina, a Jarunčica-barlang és két, ebben a században felfedezett barlang, a Vječtičja jama (133 m mélység) és egy másik, a teteje közelében található bejárattal, 1162 m magasságban.
Klek északi lejtőjén található Perasova-árok mögött az azonos nevű falu felett  Vituny várának romjai találhatók.

## Története
A Kleken az első ismert hegymászó Baltasar Hacquet francia természettudós és felfedező volt, aki 1782-es könyvében a Kleken talált ritka növényeket említi, amelyek nyilvánvalóan nem a csúcson voltak, mert azt elérhetetlennek tartotta.
A környéken tett utazásai során 1838-ban Kleket megmászta II. Frigyes Ágost szász király, amatőr botanikus is, akit többek között Josip Jelačić ogulini tiszt, a későbbi horvát bán kísért.
A 19. századi romantikus időszak táplálta az eskapizmust és az élővilág iránti érdeklődést. Az 1874-es kleki feljutás örömére Dr. Johannes Frischauf grazi egyetemi tanár Ogulinban találkozott Buda Budisavljević tisztviselővel és íróval, valamint Vladimir Mažuranić ügyvéddel és íróval. A találkozó ösztönözte a Horvát Hegymászó Szövetség létrehozását, melyet ugyanabban az évben a világ kilencedik nemzeti hegymászó szövetségeként alapítottak meg Zágrábban.
Később Ljudevit Vukotinović, Josip Schlosser, Dragutin Hirc botanikusok és sokan mások kapaszkodtak fel a Klek tetejére.
A hegymászó szövetség ösztönzésére és az Ogulin önkormányzat anyagi támogatásával Franjo Fink ogulini állatorvos 1890-ben feljutott a hegy sziklás csúcsára.
A 20. század elején megkezdődtek az első alpesi hegymászások. A kleki hegyi menedékház 1958-ban épült pontosan 1000 méteres magasságban. 1958. május 11-én a Klek megmászása során szenvedett halálos balesetet a horvát hegymászás legendája Branko Lukšić, aki Zvonimir Lidenbach kíséretében próbálta megmászni a hegyet.

## Növényvilág
A hegység legnagyobb részét erdő borítja. Ogulin keleti oldalán kizárólag lombhullató, többnyire bükk, némi juharral, gyertyánnal és mogyoróval, míg a nyugati oldalon a Musulinski patak felé vegyesebb bükk- és fenyőerdő található. Kis, de botanikailag jelentős része a hegyvidéki gyepterületek és a ritka növényekkel rendelkező sziklákon a reliktum alpesi növényzet, mint a pompás tárnics (Gentiana clusii) és még sok más ritka faj.

## Állatvilág
Az emlősök és madarak világa hasonló a Gorski kotar többi részéhez: a barnamedve, a farkas, a hiúz, az őz, több denevérfaj, a pele és több ragadozómadár, például a szirti sas (Aquila chrysaetos), a vándorsólyom (Falco peregrinus) és a darázsölyv (Pernis apivorus) élőhelyei találhatók itt. A hüllők között megtalálható többek között a homoki vipera és a horvát faligyík (Iberolacerta horvathi). A hegyi réteken sok lepke található, köztük néhány ritka faj, mint a stájer szerecsenlepke (Erebia styrius) egyik alfaja (Erebia styrius kleki), amely csak Kleken él.
A Kleket kivételes tájképi és biológiai értéke miatt a mintegy 850 hektárnyi területtel 1971-ben védetté nyilvánították, egy részét geomorfológiai és botanikai rezervátumként tartják nyilván.

## A Klek legendái
August Šenoa, Ante Kovačić és Antun Gustav Matoš írók írtak műveikben az „öreg Klek”ről. Ivana Brlić Mažuranić gyermekkori emlékeiben ír a Klekről, amely furcsa, agresszív formájával és romantikájával mozgatta meg képzeletét. 
A Klek Vladimir Varlaj festőművész legjelentősebb motívumaként jelenik meg. Legalább húszszor festette különböző helyszínekről a nap és az év különböző időpontjaiban.
Rejtélyes és misztikus megjelenésével ez a hegy a legrégebbi idők legendáit inspirálta.
Janez Vajkard Valvasor, a szlovén polihisztor és utazó 1689-ben rögzített egy legendát, mely szerint „Nem messze innen fekszik a jól ismert Klech vagy Klijek nevű Boszorkány-hegy, amelyen a jól ismert legenda szerint a boszorkányok és démonok tartják szombatjukat és boszorkánytáncaikat.”
A Kleki boszorkányokról a 19. században Rudolf Strohal történész is feljegyzett néhány népmesét. 
Egy másik legenda, amely egy sajátos és kissé furcsa érzeten (pareidolia) alapszik. Marko Kraljević szerb király történetét meséli el, aki úgy döntött, hogy itt piheni ki magát, de örökre elaludt és most egy barlangban várja, amíg újra szükség lesz rá.
A harmadik mese a Klek nevű óriásról szól aki, Svarun vagy Veles vagy Perun által legyőzve kővé változott. Ez valószínűleg egy újabban kitalált mítosz, mert egy ilyen nevű óriás létezése az ószláv képzeletben is megkérdőjelezhető.

## Galéria
- A Klek keletről
- A Klečica

## Fordítás
Ez a szócikk részben vagy egészben  a   Klek (planina) című horvát Wikipédia-szócikk ezen változatának fordításán alapul.  Az eredeti cikk szerkesztőit annak laptörténete sorolja fel. Ez a jelzés csupán a megfogalmazás eredetét és a szerzői jogokat jelzi, nem szolgál a cikkben szereplő információk forrásmegjelöléseként.